# Euophrys pulchella
Euophrys pulchella es una especie de araña saltarina del género Euophrys, familia Salticidae. Fue descrita científicamente por George Williams Peckham y su esposa E. G. Peckham en 1894.
Habita en San Vicente y las Granadinas.